# Aleksiej Baksow
Aleksiej Iwanowicz Baksow (ros. Алексей Иванович Баксов, ur. 5 marca?/18 marca 1907 we wsi Bolszaja Kamyszynka w obwodzie saratowskim, zm. 26 listopada 1986 w Moskwie) – radziecki dowódca wojskowy, generał pułkownik, Bohater Związku Radzieckiego (1944).

## Życiorys
Ukończył niepełną szkołę średnią, pracował w obwodzie saratowskim i później w Taszkencie, od września 1926 służył w Armii Czerwonej, w 1929 ukończył Zjednoczoną Środkowoazjatycką Szkołę Wojskową im. Lenina w Taszkencie. Od września 1929 służył w Wojskach Pogranicznych OGPU w Osz, w 1935 skończył kawaleryjskie kursy doskonalenia kadry dowódczej czerwonego sztandaru Armii Czerwonej im. Budionnego, od czerwca 1935 do maja 1936 był starszym komendantem kursowym 2 pogranicznej szkoły NKWD w Charkowie, od 1928 należał do WKP(b). W 1939 ukończył Akademię Wojskową im. Frunzego i w maju 1939 został zastępcą szefa Głównego Zarządu Wojsk NKWD ds. ochrony szczególnie ważnych przedsiębiorstw przemysłowych, a po ataku Niemiec na ZSRR, w lipcu 1941 szefem Wydziału Operacyjnego Głównego Zarządu Lokalnej Obrony Przeciwlotniczej NKWD ZSRR, w czerwcu 1942 został skierowany na front jako zastępca dowódcy 160 Dywizji Strzeleckiej 40 Armii Frontu Briańskiego. W lutym 1943 został dowódcą 160 DS na Froncie Południowo-Zachodnim, uczestniczył w operacji ostrorożsko-rossoszańskiej, woronesko-kastorneńskiej, charkowskiej operacji zaczepnej i charkowskiej operacji obronnej, od kwietnia do czerwca 1943 był zastępcą dowódcy 89 Gwardykskiej Dywizji Strzeleckiej, a od czerwca 1943 do sierpnia 1944 dowódcą 67 Gwardyjskiej Dywizji Strzeleckiej w składzie 6 Gwardyjskiej Armii Frontu Woroneskiego. Brał udział w bitwie pod Kurskiem, operacji biełgorodzko-charkowskiej, newelsko-gorodokskiej i białoruskiej. Od sierpnia 1944 do sierpnia 1946 dowodził 2 Korpusem Piechoty Gwardii 6 Gwardyjskiej Armii 1 Frontu Nadbałtyckiego, uczestniczył w operacji memelskiej i w blokadzie kurlandzkiego zgrupowania wroga, w 1947 ukończył Wyższą Akademię Wojskową im. Woroszyłowa, od listopada 1947 pracował w Sztabie Generalnym, w grudniu 1950 został szefem sztabu moskiewskiego rejonu obrony przeciwlotniczej. 26 czerwca 1953 wraz z wyższymi dowódcami na czele z Żukowem brał udział w aresztowaniu Ławrientija Berii. Od września 1954 do kwietnia 1955 był szefem sztabu Moskiewskiego Okręgu Obrony Przeciwlotniczej, od kwietnia 1955 do listopada 1962 I zastępcą dowódcy i członkiem Rady Wojskowej Moskiewskiego Okręgu Obrony Przeciwlotniczej, a od listopada 1962 do lutego 1972 przedstawicielem Głównodowodzącego Zjednoczonych Sił Zbrojnych Państw-Stron Układu Warszawskiego w Bułgarskiej Armii Ludowej, następnie zakończył służbę wojskową. Został pochowany na Cmentarzu Kuncewskim.

## Awanse
- generał major (3 czerwca 1944)
- generał porucznik (3 sierpnia 1953)
- generał pułkownik (22 lutego 1963)

## Odznaczenia
- Złota Gwiazda Bohatera Związku Radzieckiego (22 lipca 1944)
- Order Lenina (dwukrotnie - 22 lipca 1944 i 19 czerwca 1951)
- Order Czerwonego Sztandaru (sześciokrotnie - 26 marca 1943, 30 maja 1944, 5 listopada 1946, 28 stycznia 1954, 30 grudnia 1956 i 31 października 1967)
- Order Suworowa II klasy (29 czerwca 1945)
- Order Kutuzowa II klasy (27 sierpnia 1943)
- Order Czerwonej Gwiazdy (3 listopada 1944)
- Order Ludowej Republiki Bułgarii I klasy (Ludowa Republika Bułgarii, 1968)

I medale.